# شهرستان شیوشوی
شهرستان شیوشوی (به لاتین: Xiushui County) یک شهرستان‌های جمهوری خلق چین در چین است که در جیاجیانگ واقع شده‌است.